# Мураткін Михайло Михайлович
Мураткін Михайло Михайлович — радянський і український кінооператор.

## Біографічні відомості
Народ. 1 грудня 1954 р. в Києві в родині військовослужбовця.
Закінчив Київський державний інститут театрального мистецтва ім. І. Карпенка-Карого.
Працює на телебаченні.
Член Національної Спілки кінематографістів України.

## Фільмографія
- «Операція „Контракт“» (1997, у співавт. (в титрах немає)
- «Сьомий маршрут» (1998, 2-й оператор)
- «Залізна сотня» (2004, 2-й оператор)

Оператор-постановник:
- «Афганець» (1991, у співавт. з Валерієм Чумаком)
- «Кайдашева сім'я» (1993)
- «Не пропала їхня слава» (1996, у співавт.)
- «Тарас Шевченко. Заповіт» (1996, т/с, 7—11 а)
- «Поет і княжна» (1999, у співавт.)
- «Право на любов» (2005, т/с, у співавт.)
- «Братерство» (2005, 2 с, реж. С. Клименко)
- «Все включено» (2006, т/с, у співавт.)
- «Тримай мене міцніше» (2007, т/с, у співавт.)
- «Коли її зовсім не чекаєш» (2007, т/с, у співавт.)
- «Рідні люди» (2008, т/с, у співавт.)
- «Маршрут милосердя» (2010, т/с, у співавт.; Росія)
- «Танець нашого кохання» (2011, т/с, у співавт.; Росія—Україна)
- «Джамайка» (2012, т/с, у співавт.) та ін.